# Yugo (automóvil)
Yugo fue una marca de automóviles pequeños (en la mayoría de sus modelos), de fabricación yugoslava y posteriormente serbia. La marca nació en 1980 cuando cambió su nombre original de Zastava y desapareció en 2008 cuando las operaciones fueron asumidas por la italiana Fiat.
Los vehículos de Yugo pertenecían al segmento A, ya que en la mayoría de los casos solo tenían espacio para cuatro personas. En 1985 empezó la exportación de los Yugo GV.

## Denominación
Su nombre «Yugo» proviene del país donde se fabricaba, Yugoslavia, y es un diminutivo de las dos primeras sílabas del topónimo.

## Historia
Los primeros Yugo 45 salieron de la factoría el 2 de octubre de 1978, y su fabricación fue prácticamente manual. El diseño del coche se basaba en la mecánica del Fiat 128, bajo licencia de Fiat, con un estilo de carrocería modificada. El Yugo entró a los Estados Unidos por medio de Malcolm Bricklin, que quería introducir un coche simple de bajo costo en dicho mercado. En total, 141.511 vehículos fueron vendidos a los EE. UU. desde 1985 hasta 1991, siendo el máximo de unidades vendidas en un año de 48.500 en 1987. En 1991, las ventas fueron solo de 3981 coches. Después lo intentó con el Zastava Koral, con un diseño actualizado, a un precio de alrededor de 350.000 dinares (3500 €, 4300 $).
Su final comenzó con el apogeo de las Guerras Yugoslavas en los años 1990, y por las sanciones económicas durante la era Milosevic. Fue casi destruida por los bombardeos de la OTAN de 1999. En 2008 se llegó a un principio de acuerdo de compra con el Grupo Fiat, que garantizaría la permanencia de la fábrica, ya con la desaparición de la marca Yugo.
Tras 800.000 automóviles fabricados bajo la marca Yugo y de ellos 142.000 exportados a los Estados Unidos, el 21 de noviembre de 2008 se fabricó en Kragujevac el último Yugo. Su modelo final, el Yugo Sana, fue diseñado por el diseñador italiano Giorgetto Giugiaro y lanzado en 1990, pero su carrera fue cortada por las guerras yugoslavas, y el Yugo había desaparecido de la mayoría de los mercados occidentales antes de 1993.
Su uso en Europa data del año de 1985, cuando se inicia la exportación de los modelos Yugo GV. 
La mayoría de sus modelos serían enmarcados al Segmento A, ya que en la mayoría de los casos solo tenían unas prestaciones muy básicas y un compartimiento para 4 personas. 
La marca Yugo era el nombre de los coches Zastava en el exterior, que era, a su vez, la forma de evadir el embargo impuesto al régimen yugoslavo por las supuestas violaciones a los derechos humanos cometidas bajo su égida, y usada desde 1970 hasta el año 2000. 
Yugo fue la marca para la exportación de automóviles Zastava, pequeños en la mayoría de sus modelos, de fabricación Yugoslava a mercados de Europa occidental.

## Modelos
- Yugo Skala
- Yugo 45
- Yugo 55
- Yugo 60
- Yugo GV
- Yugo 65
- Yugo Cabrio
- Yugo Ciao
- Yugo Tempo
- Yugo Sana/Yugo Sana Caravan

## Fábrica
Todos los Yugo se fabricaban en la planta ensambladora de Zastava Kragujevac, en la ciudad primero yugoslava de Kragujevac.